# 川瀬七夏
川瀬 七夏（かわせ なのか、1983年7月19日 - ）は、日本の元AV女優。
ロリータフェイスの女優。

## 略歴
- 2006年頃にAVデビュー。
- 2008年6月に引退。

## 作品

### アダルトビデオ
2006年
- 童貞バス旅行（9月21日、アキノリ）共演:杉本蝶、舞乃るあ 他

2007年
- B-1 対抗戦 ザ・プロレズリング Vol.02（1月1日、バトル）共演:川島千愛
- フェラマニア Vol.2（2月19日、BRAVO）他多数出演
- 女子高通学バスパニック ～土砂崩れでスクールバスがトンネルに閉じ込められた。～（3月22日、V&Rプロダクツ）共演:加護範子、中野すず、菅野まゆみ、平松アンリ、流星ラム、小倉美穂 他4名
- 極上手コキ Vol.2（3月19日、BRAVO）他多数出演
- 浣腸遊戯 15（4月3日、グローリークエスト）
- キスマニアVol.2（4月19日、BRAVO）他多数出演
- オナニー30連発! オナニスト30人のひとりエッチ（5月19日、BRAVO）他多数出演
- トリプルレズビアン 3 聖白百合女学園の蜜（9月14日、U&K）共演:ひなの、佐伯奈々
- マニアのマニアによるマニアのための映像 Vol.2（11月7日、ZONE）
- 尻ハメ 11（2007年11月15日、ケー・トライブ）
- 義母がすけべで身がもたない 19 三咲エリナ（11月9日、東京音光）共演:三咲エリナ
- 近親相愛 レズビアン 4（12月4日、東京青光）共演:桐島秋子、愛川京香

2008年
- 緊縛達磨フィスト イキ地獄 3（2月1日、ワンズファクトリー）
- 万引き娘たちを犯(ヤ）る 3時間（2月8日、ビッグモーカル）他多数出演
- ハレンチ病院（2月22日、クリスタル映像）共演:北崎未来、小西真愛、花咲もも、佐伯奈々、芹沢まりえ、名波ゆら
- 美砂の自由研究 お尻たたきの歴史（2月22日、三和出版）他出演:北崎未来、小西真愛、佐伯奈々、名波ゆら、花咲もも
- 女子校生のパンティの濡れ染み（2月22日、アロマ企画）他出演:霧島さつき、蛯沢恵、伊吹りこ
- 月刊 こんな女子校生がいたらスゴイ!! 女子校生の屁ver.3（3月21日、スタイルアート）共演:泉まりん、水野さやか、浜名優、伊吹ゆうな
- 接吻レイプ 2（3月25日、ジャネス）共演:名波ゆら
- 裏SSSGPグランプリ レズビアン Vol.01（3月28日 SUPER SONIC SATELLITES）共演:日高ゆりあ、沢井真帆
- レズ奴隷 2 狙われた女生徒（4月19日、スタイルアート）共演:名波ゆら
- ハイスクール角オナニー（4月19日、アロマ企画）他出演:神楽恵、小日向ゆい、園原りか、若槻めい、橘はるな、蒼月ひかり
- Wet Vibration（5月1日、プレステージ）
- ギャルのニーソックス 4（5月5日、フリーダム）共演:しいないおり、天海遥、宝月ひかる、姫川りな、夏芽涼、花純
- ふたなり痴漢バス（7月15日、ミュージアム・ネクスト）共演:赤西涼
- 友達女子校生アナル中出し凌辱淫行（7月15日、クロス）他出演:川瀬七夏
- 女子高生ヌルまんオナニー（8月25日、アロマ企画）他出演:初井てまり、風谷音緒、やまきリン、蜜井とわ

2010年
- GALSONA 特別編 003（5月21日、プレステージ）他多数出演
- ダイナミック女子プロレスリング Vol.02（12月10日、SUPER SONIC SATELLITES）他出演:園田ユリア

他多数出演。